# Route européenne 3
Pour les articles homonymes, voir E3 et Route 3.
Ne doit pas être confondu avec la route européenne 003, située en Asie centrale.
La route européenne 3 (E3) est une route reliant Cherbourg à La Rochelle (France) en passant par Rennes et Nantes.

## Tracé
La route E3 emprunte les itinéraires suivants :
| (Auto)route | Tracé                                     | Villes traversées | Routes européennes croisées |
| ----------- | ----------------------------------------- | ----------------- | --------------------------- |
| N 13        | Entre Cherbourg et Carentan               |                   | Tronc commun                |
| N 174       | Entre Carentan et Guilberville            | Saint-Lô          |                             |
| A 84        | Entre Guilberville et Rennes              | Avranches         | Tronc commun                |
| N 136       | Rennes                                    |                   | E50                         |
| N 137       | Entre Rennes et Nantes                    |                   |                             |
| A 844       | Nantes                                    |                   | E60 · E62                   |
| A 83        | Entre Nantes et Sainte-Hermine            |                   |                             |
| D 137       | Entre Sainte-Hermine et Dompierre-sur-Mer | Marans            |                             |
| N 11        | Entre Dompierre-sur-Mer et La Rochelle    |                   | Tronc commun à La Rochelle  |

## Historique
La route européenne 3 a été créé par une décision européenne du 16 septembre 1950. Sa trajectoire initialement allait de Lisbonne (Portugal) à Stockholm (Suède). Elle fut plus tard prolongée jusqu'à Helsinki (Finlande). Elle était constituée d'une série de routes existantes, majoritairement secondaires. Cette ancien parcours correspond au suivant :
| E 80 | Lisbonne - Salamanque - Vitoria-Gasteiz - San Sebastián |
| E 70 | San Sebastián - Irún - Biarritz - Bordeaux              |
| E 5  | Bordeaux - Poitiers - Orléans - Paris                   |
| E 15 | Paris - Arras                                           |
| E 17 | Arras - Lille - Courtrai - Anvers                       |
| E 34 | Anvers - Turnhout - Eindhoven - Venlo - Duisburg        |
| E 37 | Duisburg - Osnabrück - Brême                            |
| E 22 | Brême - Hambourg                                        |
| E 45 | Hambourg - Aarhus - Aalborg - Göteborg                  |
| E 20 | Göteborg - Stockholm                                    |
| E 18 | Stockholm - Turku - Helsinki                            |

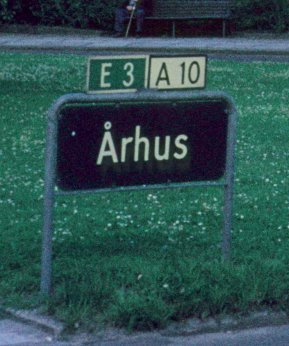
E3 à Aarhus (Danemark), avant 1975

En 1975, le système de numérotation des routes européennes a radicalement changé. Une grille a été posée sur la carte de l'Europe. Les liaisons allant d'ouest en est ont reçu un nombre pair, et celle reliant le nord au sud un nombre impair. Le nom E3 fut alors donné à un tronçon entre Carentan et La Rochelle (France). Par la suite, on le rallongea au nord jusqu’à Cherbourg (dans le Cotentin).
La trajectoire historique a donné son nom au Grand Prix E3, une compétition cycliste se déroulant à Harelbeke (Belgique) où passe désormais l'autoroute E17.

## Projets
- Dans un futur proche, la RN 13 devrait, à la suite d'une mise aux normes, devenir une autoroute entre Caen et Cherbourg. Cette portion viendra compléter l’A13 qui s’étendra alors jusqu’à Cherbourg depuis Paris.
- De même, la RN 137 devrait elle aussi subir des mises aux normes autoroutières pour permettre à l’A84 de s’étendre jusqu’à Nantes.
- Le projet d’autoroute française A831, abandonné en 2015[1], aurait permis une alternative à la RD 137, saturée en période estivale (surtout au niveau des nombreux villages qu’elle traverse). Celle-ci aurait relié Fontenay-le-Comte (A83) à Rochefort où elle se serait embranchée à l’A837, et serait passée ainsi à proximité de La Rochelle.

## Galerie

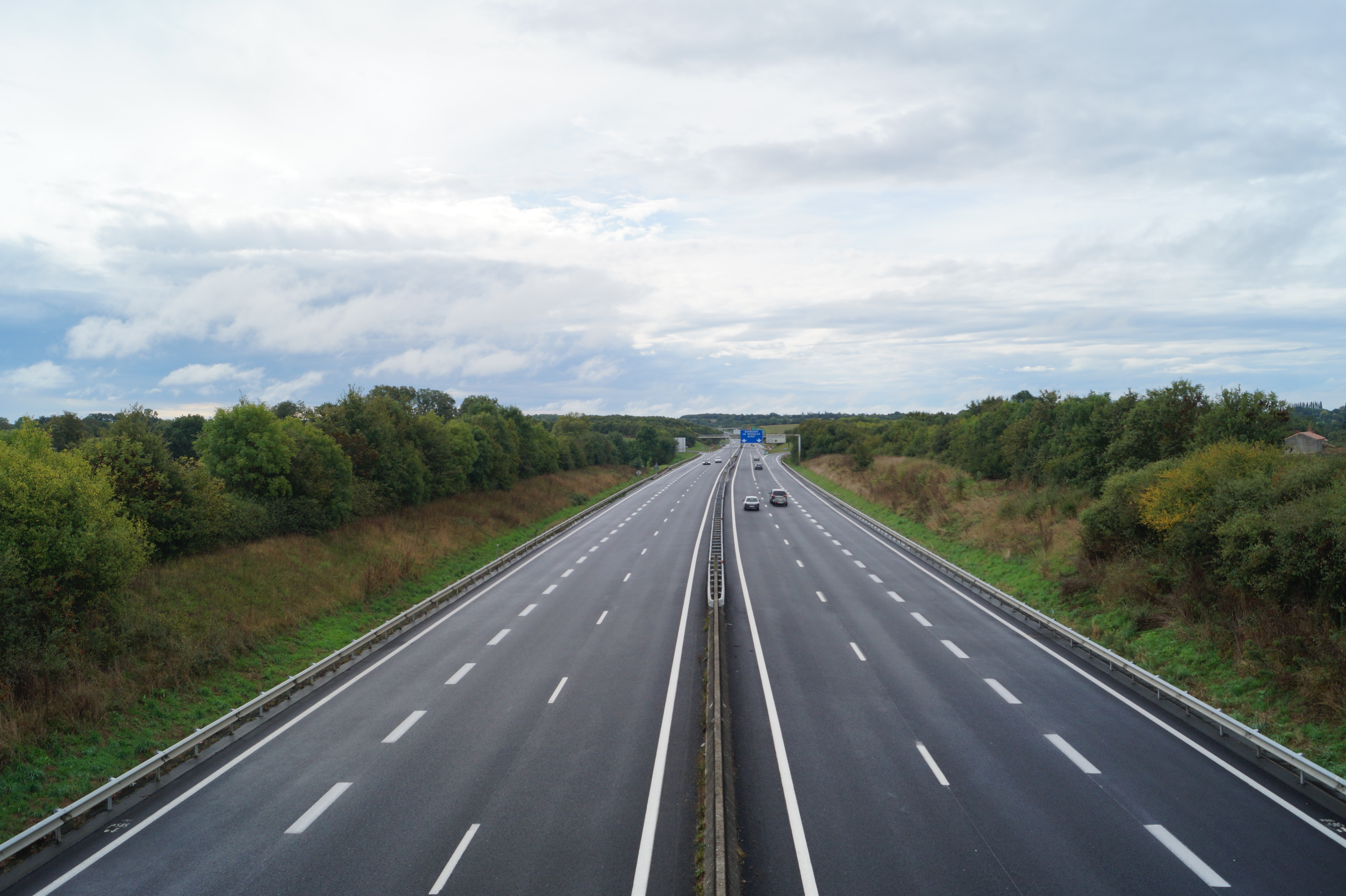
La route européenne 3 près des Essarts
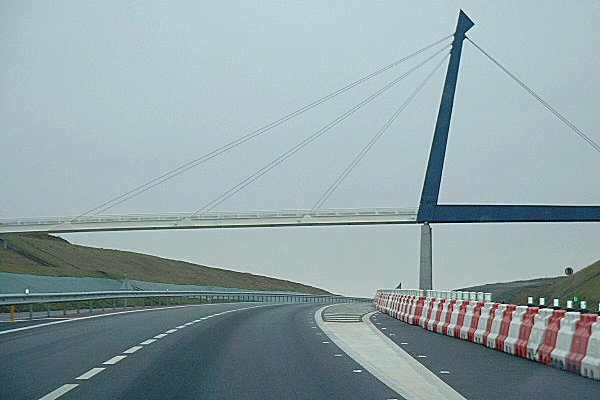
La route européenne 3 au niveau de la Baie du Mont-Saint-Michel
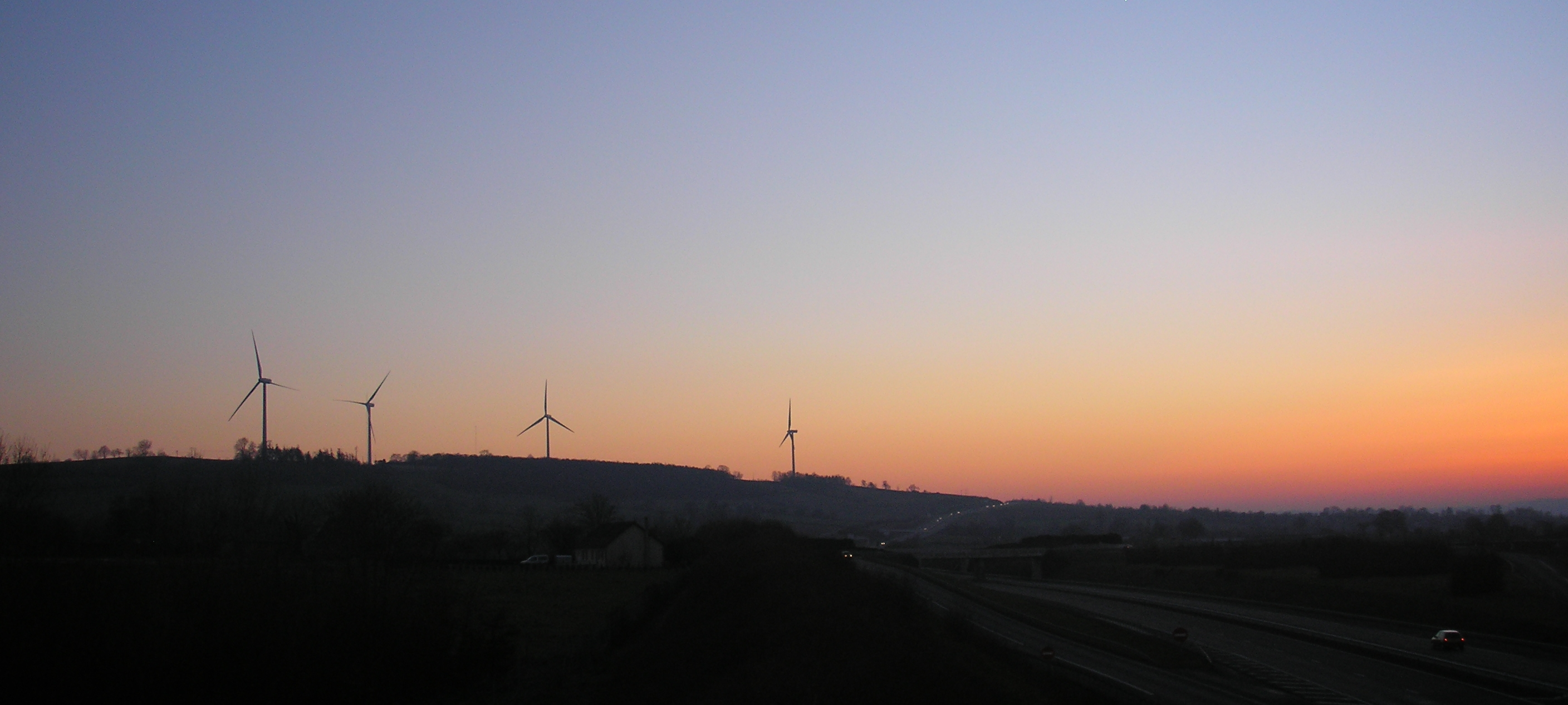
La route européenne 3 à Guilberville